# Малика Хил (Њу Џерзи)
Малика Хил (енгл. Mullica Hill) насељено је место без административног статуса у америчкој савезној држави Њу Џерзи.

## Демографија
По попису из 2010. године број становника је 3.982, што је 2.324 (140,2%) становника више него 2000. године.
| Група             | 2000.         | 2010.         |
| Белци             | 1.491 (89,9%) | 3.603 (90,5%) |
| Афроамериканци    | 114 (6,9%)    | 153 (3,8%)    |
| Азијати           | 12 (0,7%)     | 53 (1,3%)     |
| Хиспаноамериканци | 34 (2,1%)     | 126 (3,2%)    |
| Укупно            | 1.658         | 3.982         |